# Cyphocardamum aretioides
Cyphocardamum aretioides är en korsblommig växtart som beskrevs av Ian Charleson Hedge. Cyphocardamum aretioides ingår i släktet Cyphocardamum, och familjen korsblommiga växter. Inga underarter finns listade i Catalogue of Life.